# Estación de Las Manchegas
Las Manchegas fue un apartadero ferroviario situado en el municipio español de Gérgal, en la provincia de Almería. Fue levantado con fines auxiliares, con el objetivo de facilitar la circulación de trenes en esta zona con una orografía muy compleja. En la actualidad las instalaciones carecen de servicio, y no están ubicadas en las cercanías de ningún núcleo de población.

## Situación ferroviaria
Las instalaciones ferroviarias se encontraban situadas en el punto kilométrico 214,3 de la línea férrea de ancho ibérico Linares-Almería, a una cota de 597 metros sobre el nivel del mar.

## Historia
Las instalaciones ferroviarias de Cerro Saltador fueron construidas en la década de 1920 como un apartadero con el fin de desdoblar la vía para facilitar la circulación de trenes debido a difícil orografía presente en ese tramo de la línea Linares-Almería. Las obras corrieron a cargo de la  Compañía de los Ferrocarriles Andaluces, que desde 1916 ya gestionaba el trazado. En 1929 las instalaciones se integraron definitivamente en la red de «Andaluces». En 1941, con la nacionalización de los ferrocarriles de ancho ibérico, la estación pasó a manos de la recién creada RENFE. 
Con el paso de los años, la introducción de mejores técnicas en la circulación supuso que el apartadero perdiese su funcionalidad y cayera en desuso. Eventualmente, la vía de apartadero fue levantada. 

## Características
El edificio principal de la estación fue levantado en la década de 1920. Fue diseñado por José Fernández Martínez, siendo idéntico a las estaciones de Huércal de Almería y Cerro Saltador. A semejanza de lo ocurrido en Cerro Saltador, el edificio nunca prestó servicio como tal.  